# 小窯湾駅
座標: 北緯39度4分34.2秒 東経121度53分51.5秒 / 北緯39.076167度 東経121.897639度
小窯湾駅（しょうようわん-えき）は中華人民共和国遼寧省大連市金州区に位置する大連地下鉄3号線の駅である。

## 駅構造
- 相対式ホーム2面2線の地上駅。

## 駅周辺
- 金石路
- 小窯湾

## 歴史
- 2006年12月18日 - 開業。

## 隣の駅
大連公交客運集団
■大連地下鉄3号線
双D港駅 - 小窯湾駅 - （黄海大道駅） - 金石灘駅